# Molnár Tibor (labdarúgó, 1943)
Molnár Tibor (1943 – Budapest, 2006. január 7.) labdarúgó, hátvéd.

## Pályafutása
1963 és 1973 között a Csepel labdarúgója volt. 1963. október 13-án mutatkozott be az élvonalban a Diósgyőri VTK ellen, ahol csapata 2–1-s vereséget szenvedett. Az élvonalban 243 bajnoki mérkőzésen szerepelt. Szerepelt a B-válogatottban és az olimpiai keretnek is tagja volt.

## Sikerei, díjai
- Magyar bajnokság
  - 5.: 1968